# سیارک ۲۵۴۶۵
سیارک ۲۵۴۶۵ (به انگلیسی: 25465 Rajagopalan، نامگذاری:1999XT25) بیست و پنج هزار و چهارصد و شصت و پنجمین سیارک کشف شده‌است که در ۶ دسامبر ۱۹۹۹ کشف شد.
قدر مطلق سیارک برابر ۱۰.۲ است.